# Synolcus tenuiventris
Synolcus tenuiventris är en tvåvingeart som beskrevs av Friedrich Hermann Loew 1858. Synolcus tenuiventris ingår i släktet Synolcus och familjen rovflugor. Inga underarter finns listade i Catalogue of Life.